# Џуд Белингам
Џуд Виктор Вилијам Белингам (енгл. Jude Victor William Bellingham; Стауербриџ, 29. јун 2003) енглески је фудбалер који наступа за Реал Мадрид и репрезентацију Енглеске.
Док је био омладински играч Белингам је наступао за локални Стауербриџ и за Бирмингем Сити, а свој први сениорски уговор потписао је с Бирмингемом 2019. године. Због својих заслуга Бирмингем је касније повукао из употребе број 22 који је носио Белингам док је играо за тај клуб. Придружио се Борусији Дортмунд у јулу 2020. године. У својој првој такмичарској утакмици за Борусију Дортмунд постигао је погодак што га чини најмлађим стрелцом у историји тог клуба. У Дортмунду је провео три сезоне и забележио је 132 наступа. С клубом је био првак Купа Немачке у сезони 2020/21. и вицепрвак Бундеслиге у сезони 2022/23. Потписао је уговор с Реалом из Мадрида у јуну 2023. године.
Играо је за селекције Енглеске до 15, 16, 17 и 21 године. За сениорску репрезентацију први пут је заиграо 2020. године. Играо је за Енглеску на Европском првенству 2020. и Светском првенству 2022.

## Статистика

### Клубови
Ажурирано 14. јуна 2023.
| Клуб              | Сезона    | Национално првенство | Национално првенство | Национално првенство | Национални куп | Национални куп | Лигашки куп | Лигашки куп | Европа  | Европа | Остало  | Остало | Укупно  | Укупно |
| Клуб              | Сезона    | Ранг                 | Наступи              | Голови               | Наступи        | Голови         | Наступи     | Голови      | Наступи | Голови | Наступи | Голови | Наступи | Голови |
| ----------------- | --------- | -------------------- | -------------------- | -------------------- | -------------- | -------------- | ----------- | ----------- | ------- | ------ | ------- | ------ | ------- | ------ |
| Бирмингем Сити    | 2019/20.  | Чемпионшип           | 41                   | 4                    | 2              | 0              | 1           | 0           | —       | —      | —       | —      | 44      | 4      |
| Борусија Дортмунд | 2020/21.  | Бундеслига           | 29                   | 1                    | 6              | 2              | —           | —           | 10      | 1      | 1       | 0      | 46      | 4      |
| Борусија Дортмунд | 2021/22.  | Бундеслига           | 32                   | 3                    | 3              | 0              | —           | —           | 8       | 3      | 1       | 0      | 44      | 6      |
| Борусија Дортмунд | 2022/23.  | Бундеслига           | 31                   | 8                    | 4              | 2              | —           | —           | 7       | 4      | —       | —      | 42      | 14     |
| Борусија Дортмунд | Укупно    | Укупно               | 92                   | 12                   | 13             | 4              | —           | —           | 25      | 8      | 2       | 0      | 132     | 24     |
| Реал Мадрид       | 2023/24.  | Ла лига              | 0                    | 0                    | 0              | 0              | —           | —           | 0       | 0      | 0       | 0      | 0       | 0      |
| Свеукупно         | Свеукупно | Свеукупно            | 133                  | 16                   | 15             | 4              | 1           | 0           | 25      | 8      | 2       | 0      | 176     | 28     |

1. ↑  Убраја се ФА куп и Куп Немачке.
2. ↑  Убраја се Лига куп Енглеске.
3. 1 2  Убрајају се наступи у Лиги шампиона.
4. 1 2  Убраја се наступ у Суперкупу Немачке.
5. ↑  Убраја се шест наступа и један гол у Лиги шампиона и два наступа и два гола у Лиги Европе.

### Репрезентација
Ажурирано 26. марта 2023.
| Репрезентација | Година | Наступи | Голови |
| -------------- | ------ | ------- | ------ |
| Енглеска       | 2020.  | 1       | 0      |
| Енглеска       | 2021.  | 9       | 0      |
| Енглеска       | 2022.  | 12      | 1      |
| Енглеска       | 2023.  | 2       | 0      |
| Укупно         | Укупно | 24      | 1      |

Ажурирано match played 26 March 2023
Голови Енглеске су наведени на првом месту. Колона „гол” означава резултат на утакмици након Белингамовог гола.
| Број гола | Датум              | Стадион                                     | Број наступа | Противник | Гол   | Резултат | Такмичење               | Извор |
| --------- | ------------------ | ------------------------------------------- | ------------ | --------- | ----- | -------- | ----------------------- | ----- |
| 1.        | 21. новембар 2022. | Међународни стадион Халифа, Ел Рајан, Катар | 18.          | Иран      | 1 : 0 | 6 : 2    | Светско првенство 2022. | [ 5 ] |

## Успеси
Борусија Дортмунд
- Куп Немачке: 2020/21.[6]

Реал Мадрид
- Ла лига: 2023/24.[7]
- Суперкуп Шпаније: 2023/24.[8]
- УЕФА Лига шампиона: 2023/24.
- УЕФА Суперкуп: 2024.

Енглеска до 17
- Куп сирене: 2019.[9]

Енглеска
- Европско првенство: друго место 2020.[10]

Појединачни
- Млади играч месеца Енглеске фудбалске лиге: новембар 2019.[11]
- Млади играч године у Бирмингем Ситију: 2019/20.[12]
- Млади играч сезоне Енглеске фудбалске лиге: 2019/20.[13]
- Млади играч године у Чемпионшипу: 2019/20.[13]
- Млади играч месеца у Бундеслиги: септембар 2020.[14]
- Гол месеца у Бундеслиги: октобар 2021.[15]
- Члан идеалне екипе сезоне у Бундеслиги: 2021/22,[16] 2022/23.[17]
- Играч сезоне у Бундеслиги: 2022/23.[18]
- Најбољи новајлија сезоне у Бундеслиги: 2020/21.[19]